# زمین‌لرزه ۱۹۴۵ ژاپن
زمین‌لرزه ژاپن  در تاریخ ۱۰ فوریه ۱۹۴۵ میلادی، برابر با ‎۲۱ بهمن ۱۳۲۳، ساعت ۴:۵۷:۵۶ به زمان یوتی‌سی در ژاپن رخ داد. ژرفای این زلزله ۵۰ کیلومتر بود. بزرگی آن ۷٫۱ در مقیاس Ms اعلام شده‌است. زمین‌لرزه به وقت محلی در روز شنبه، ساعت ۱۳ روی داده و منطقه زمانی آن یوتی‌سی +۹ بوده‌است .
شمار کشتگان زلزله حدود ۲ نفر بوده‌است. سونامی نیز در این زلزله گزارش شده‌است.